# Femmes en mission
Pour plus de détails, voir Fiche technique et Distribution.

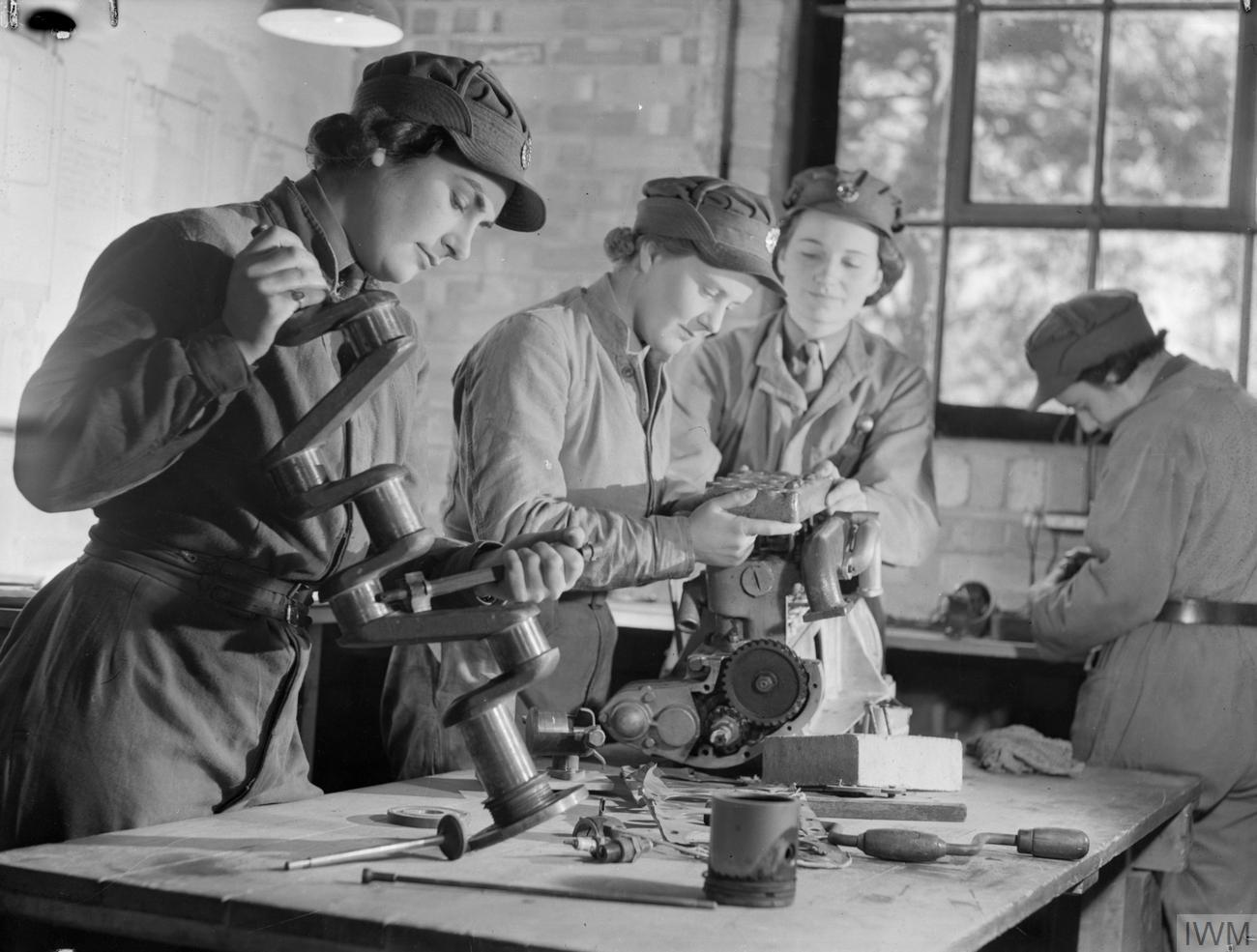

Femmes en mission (The Gentle Sex) est un film britannique réalisé par Leslie Howard et Maurice Elvey, sorti en 1943.

## Synopsis
Sept femmes, nouvelles recrues du Auxiliary Territorial Service, reçoivent leur première affectation après avoir suivi une formation de base.

## Fiche technique
- Titre original : The Gentle Sex
- Titre français : Femmes en mission
- Réalisation : Leslie Howard et Maurice Elvey
- Scénario : Moie Charles, d'après Observations of a Mere Man de Doris Langley Moore
- Direction artistique : Paul Sheriff, Carmen Dillon, C.P. Norman
- Son : A.W. Watkins
- Montage : Charles Saunders
- Musique : John Greenwood
- Production : Derrick De Marney, Leslie Howard
- Société de production : Two Cities Films, Concanen Productions, Derrick De Marney Productions
- Société de distribution : General Film Distributors
- Pays d'origine :  Royaume-Uni
- Langue originale : anglais
- Format : Noir et blanc  — 35 mm — 1,37:1 — son mono
- Genre : Film de guerre
- Durée : 92 minutes
- Dates de sortie : 
  - Royaume-Uni : 15 avril 1943
  - France : 13 octobre 1944

## Distribution
- Joan Gates : Gwen Hayden
- Jean Gillie : Dot Hopkins
- Joan Greenwood : Betty Miller
- Joyce Howard : Anne Lawrence
- Rosamund John : Maggie Fraser
- Lilli Palmer : Erna Debruski
- Barbara Waring : Joan Simpson
- Frederick Leister : Colonel Lawrence
- Leslie Howard : narrateur
- Mary Jerrold : Mrs Sheridan